# Head (компанія)
Head Sport GmbH — австрійська виробнича компанія зі штаб-квартирою в Кеннельбаху. Їй належить американська торгова марка ракетки Head. Head GmbH - це група, що включає кілька раніше незалежних компаній, включаючи оригінальну «Head Ski Company» (засновану в США в 1950 році); Тиролія, австрійський виробник лижного спорядження; та Mares, італійський виробник обладнання для дайвінгу.
Head в даний час виробляє широкий асортимент продукції для катання на лижах, сноуборді, плавання, теніс та інші ракетки для спорту. Компанія Head Ski Company випустила одну з перших успішних композитних гірськолижних лиж для спуску, Head Standard, і одну з перших негабаритних металевих ракеток для тенісу.

## Історія
Head Sport GmbH була заснована в Балтіморі, штат Меріленд, США, в 1950 році авіаційним інженером Говардом Хедом, після того, як він здійснив гірськолижну прогулянку і був здивований тим, що його лижі були виготовлені з дерева в епоху, коли метали та пластмаси замінювали деревину в багатьох конструкціях виробів. Хед працював у компанії Glenn L. Martin, де вони використовували алюмінієвий та пластиковий ламінат для виготовлення фюзеляжів літальних апаратів, і він відчував, що з того самого матеріалу вийде ідеальна лижа. Після двох років постійного ламання лиж, до зими 1950 року вони мали конструкцію, які не тільки залишалася разом, але і значно полегшували поворот.
Head Standard швидко зростав у продажах протягом 1950-х років, поки він та інші конструкції Head не захопили понад 50% американського ринку протягом 1960-х років, що зробило їх провідним виробником лиж у США та Великій Британії. Head протистояв зміні конструкції зі склопластику. У 1967 році Говард Хед найняв Гарольда Сейгле на посаду президента компанії і став головою правління та генеральним директором. Втомившись результатами, у 1969 році Хед продав компанію АМФ і взявся за теніс. Згодом він придбав контрольний пакет акцій у Prince Sports.
Наприкінці 1960-х років був створений тенісний підрозділ, коли Говард Хед придумав спосіб зміцнення тенісної ракетки, представивши алюмінієву раму. Ідея стала успішною і вперше була представлена на Відкритому чемпіонаті США 1969 року. Після від'їзду Говарда Хеда один з тенісистів, якого Хед спонсорував, Артур Еш, виграв «Вімблдон», перемігши прихильника Джиммі Коннорса в 1975 році. Також протягом 1970-х років Хед придбав виробника дайвінгу Mares та фірму, що займається прив'язкою лиж, Tyrolia. Перебуваючи у власності AMF, Хед виготовляв тенісні ракетки в Боулдері, штат Колорадо, і в Кеннельбаху, Австрія. Також у 1969 році Хед залучив олімпійського чемпіона з гірськолижних гонок Жан-Клод Кіллі, щоб схвалити нову лижу з металу та склопластику, Кіллі 800. Згодом Head розробив лінійку лиж Killy.
У 1985 році компанія Minstar Inc., що базується в Міннеаполісі, придбала Head через вороже захоплення AMF. Через два роки Хед почав робити спортивне взуття та представив «Радіальне тенісне взуття». Наступного року Хед відкрив новий завод в Австрії, щоб виробляти більше тенісних ракеток. У 1989 році керівництво викупило Head, Тиролію та Мареса, щоб сформувати HTM. Поглинання було підтримане приватною інвестиційною компанією Freeman Spogli &amp; Co. У 1993 році HTM було продано тютюновому конгломерату Austria Tabak. Йохан Еліаш, нинішній голова правління, прийняв компанію в 1995 році, яка в 2014 році була корпорацією Нідерландських Антильських островів.
Недовго, приблизно в 1995 році, Head також пропонував ключки для гольфу.
У 1997 році Хед створив першу тенісну ракетку з титану та графіту. Протягом наступних двох років Хед придбав ще три компанії - DACOR, BLAX та Penn Racquet Sports. М'ячі для тенісу «Penn» використовуються на багатьох гучних турнірах по всьому світу, тоді як ракетбольні м'ячі «Penn» є офіційними м'ячами IRT та Асоціації ракетболу США. Одного разу «Penn» виробляв тенісні м’ячі та ракетки у Фініксі, Аризона. У березні 2009 року Head зупинив завод з виробництва кульок «Penn». Зараз усі тенісні м'ячі виробляються в Китаї.
Head також ліцензує свій бренд виробникам одягу (включаючи взуття), аксесуарів, велосипедів, ковзанів, годинників, м'ячів та фітнес-обладнання.
Хед виявився успішним у 2012 році, при цьому протягом року виграли троє основних переможців: Новак Джокович на Відкритому чемпіонаті Австралії, Марія Шарапова на Відкритому чемпіонаті Франції та Енді Мюррей на Відкритому чемпіонаті США.
У 2019 році повідомлялося, що керівник придбав активи ASE. ASE є власником Fuji Bikes, Breezer Bikes, SE Bikes, Kestrel Bikes, Tuesday Bikes, PHAT Bikes, Oval, Performance Bike Store і Nashbar. 22 січня 2019 року повідомлялося, що Head Sports відмовився від угоди про покупку ASE.

## Графен
Хед почав інтегрувати графен у свої ракетки в 2013 році.

## Продукти
Поточний асортимент продукції фірми Head включає:
| Спорт            | Обладнання                                                      |
| ---------------- | --------------------------------------------------------------- |
| Гольф            | Гольф-клуби, сумки                                              |
| Катання на лижах | Лижі, черевики, кріплення, жердини, шоломи, окуляри, сумки      |
| Сноуборд         | Дошки, шоломи, сонцезахисні окуляри, черевики, кріплення, сумки |
| Плавання         | Купальники: костюми, окуляри, одяг                              |
| Теніс / Падель   | Ракетки, мотузки, м'ячи, кросівки, одяг, сумки                  |

## Спонсорство
Деякі спортсмени, яких фінансує Head:
- Анна Файт [10]
- Лара Ґут [11]
- К'єтіл Янсруд [12]
- Тед Лігеті [13]
- Алексіс Пентюро [14]
- Сипрієн Рішар [15]
- Аксель Лунд Свіндаль

## Спонсорство тенісу

### Чоловіки
- Новак Джокович
- Дієго Шварцман
- Олексій Попирін
- Бернард Томич
- Марин Чилич
- Фернардо Вердаско
- Рішар Гаске
- Жиль Сімон
- Енді Маррей
- Ян-Леннард Штруфф
- Александр Зверєв
- Маттео Берреттіні
- Яннік Сіннер
- Трет Хьюї
- Тейлор Фріц
- Андрій Рубльов
- Домінік Кьопфер

### Жінки
- Ешлі Барті
- Саманта Стосур
- Елісе Мертенс
- Алісон ван Ейтванк
- Олександра Саснович
- Цветана Піронкова
- Б'янка Андреєску
- Барбора Крейчикова
- Кароліна Мухова
- Данка Ковініч
- Анна Блинкова
- Світлана Кузнецова
- Джил Тайхманн
- Деніел Колінз (до 2020)
- Корі Гофф
- Крістіна Макгейл
- Слоун Стівенс

### Заслужені
- Марк Філіппуссіс
- Барбара Шетт
- Горан Іванишевич
- Томаш Бердих
- Анабель Медіна Гаррігес
- Мансур Бахрамі
- Седрік Пьолін
- Наталі Деші
- Амелі Моресмо
- Марк-Кевін Гелльнер
- Штеффі Граф
- Анна-Лена Гренефельд
- Роберта Вінчі
- Анастасія Мискіна
- Марат Сафін
- Марія Шарапова
- Михайло Южний
- Патті Шнідер
- Робін Содерлінг
- Андре Агассі
- Джон Макінрой